# Kärlekens tid
Kärlekens tid är en psalm vars text är skriven av Ylva Eggehorn. Musiken är skriven av Benny Andersson. Arrangemanget i Psalmer i 2000-talet är gjort av Benny Andersson och Göran Arnberg.

## Publicerad som
- Nr 851 i Psalmer i 2000-talet under rubriken "Människosyn, människan i Guds hand".